# 2016年巴布亚新几内亚地震
2016年巴布亚新几内亚地震又称2016年新爱尔兰地区地震，是一次2016年12月17日10时51分10秒左右发生于巴布亚新几内亚附近海域的地震。其地震规模为Mw 7.9级、Ms 7.8级，震源深度约94.5千米，最大烈度为8度。本次地震的震级较大，致使太平洋海啸预警中心发出了海啸预警，认为巴布亚新几内亚地区沿岸将遭受最高3米的海啸，但实际上仅所罗门群岛地区观测到了最大高度为0.08米的海啸波。

## 构造背景
巴布亚新几内亚处于环太平洋火山地震带上，其所处地区因地震多发而被称为“火之环”，这个近似马蹄形的环状区域内包括400多个水下火山，故该地区经常发生大规模地震。在20世纪，在本次地震震中附近250千米范围内，共发生了33次7级以上的地震，其中有8次地震是中源地震和深源地震。本次地震是一次逆冲型事件，基本与2005年9月当地发生的7.6级地震的断层机制相同。

## 机构观测
美国地质勘探局测定，本次地震震中位于巴布亚新几内亚地区（南纬4.505度，东经153.522度），地震规模为Mw 8.0级（后下调至7.9级），震源深度约94.5千米，最大烈度为8度。而在DYFI页面中，根据所收到的报告计算出的最大烈度为9度。使用面波震级度量的中国地震台网测定本次地震的震中位于新爱尔兰地区，地震规模为Ms 7.8级，震源深度约110千米。

## 海啸
地震发生后，太平洋海啸预警中心随即发出了海啸预警，沿巴布亚新几内亚海岸的海啸有可能高达1至3米，所罗门群岛附近海域的浪高可能不足0.3米，但仍有面临海啸的危险。日本气象厅于地震当日11时16分开始调查海啸是否会波及日本，最终于13时整发布远地地震消息，判定日本不会有遭受海啸的风险。但事实上，由于震源深度较大，本次地震未造成较高的海啸。12时43分，所罗门群岛仅观测到最大高度为0.08米的海啸波。

## 余震
2016年12月17日11时27分36秒，巴布亚新几内亚附近海域发生Mw 6.3级（Ms 6.5级）地震，震源深度约8.4千米，为本次地震的最大余震。